# Чистилище святого Патрика (пьеса)
«Чистилище святого Патрика» (исп. El purgatorio de San Patricio) — философская драма испанского драматурга Педро Кальдерона де ла Барки, написанная в 1643 году. Основана на легенде об ирландском святом Патрике, считается одной из самых фантастических пьес Кальдерона: драматург здесь стремился к занимательности, не заботясь о правдоподобии сюжета.